# UTC−05:00
Pour les articles homonymes, voir HNE (homonymie) et HAC.
UTC−05:00 est un fuseau horaire, en retard de cinq heures sur UTC.
Au Québec et en Ontario, l'usage courant en français est « heure normale de l'Est » (HNE) ou « heure de l'Est ». Il est également utilisé au Manitoba en tant qu'heure d'été sous le nom de « heure avancée du centre » (HAC).

## Zones concernées

### Toute l'année
UTC-5 est utilisé toute l'année dans les pays et territoires suivants :
- Brésil :
  -  Acre ;
  -  Amazonas (extrême sud-ouest).

- Canada : Île Southampton ;
- Colombie ;
- Équateur (sauf les îles Galápagos) ;
- Jamaïque ;
- Mexique :  Quintana Roo ;
- Panama ;
- Pérou ;
- Royaume-Uni :  Îles Caïmans.

### Heure d'hiver (hémisphère nord)
Les zones suivantes utilisent UTC-5 pendant l'heure d'hiver (dans l'hémisphère nord) et UTC-4 à l'heure d'été :
- Bahamas.

- Canada :
  -  Nunavut (est) ;
  -  Ontario (en grande partie) ;
  -  Québec (en grande partie).

- Cuba.

- États-Unis :
  -  Caroline du Nord ;
  -  Caroline du Sud ;
  -  Connecticut ;
  -  Delaware ;
  -  Floride (est) ;
  -  Géorgie ;
  -  Indiana (en majeure partie) ;
  -  Kentucky (est) ;
  -  Maine ;
  -  Maryland ;
  -  Massachusetts ;
  -  Michigan (en majeure partie) ;
  -  New Hampshire ;
  -  New Jersey ;
  -  New York ;
  -  Ohio ;
  -  Pennsylvanie ;
  -  Rhode Island ;
  -  Tennessee (est) ;
  -  Vermont ;
  -  Virginie ;
  -  Virginie-Occidentale ;
  -  Washington D.C..

- Haïti.

### Heure d'hiver (hémisphère sud)
Aucune zone n'utilise UTC-5 pendant l'heure d'hiver (dans l'hémisphère sud) et UTC-4 à l'heure d'été.

### Heure d'été (hémisphère nord)
Les zones suivantes utilisent UTC-5 pendant l'heure d'été (dans l'hémisphère nord) et UTC-6 à l'heure d'hiver :
- Canada :
  -  Manitoba ;
  -  Nunavut (centre) ;
  -  Ontario (ouest).

- États-Unis :
  -  Alabama ;
  -  Arkansas ;
  -  Dakota du Nord (en grande partie) ;
  -  Dakota du Sud (en grande partie) ;
  -  Floride (ouest) ;
  -  Illinois ;
  -  Indiana (nord-ouest et sud-ouest) ;
  -  Iowa ;
  -  Kansas (en grande partie) ;
  -  Kentucky (ouest) ;
  -  Louisiane ;
  -  Michigan (sud de la péninsule supérieure) ;
  -  Minnesota ;
  -  Mississippi ;
  -  Missouri ;
  -  Nebraska (en grande partie) ;
  -  Oklahoma ;
  -  Tennessee (en grande partie) ;
  -  Texas (en grande partie) ;
  -  Wisconsin.

- Mexique :
  -  Aguascalientes ;
  -  Campeche ;
  -  Chiapas ;
  -  Coahuila ;
  -  Colima (hormis les îles Revillagigedo) ;
  -  District Fédéral de Mexico ;
  -  Durango ;
  -  État de Mexico ;
  -  Guanajuato ;
  -  Guerrero ;
  -  Hidalgo ;
  -  Jalisco ;
  -  Michoacán ;
  -  Morelos ;
  -  Nayarit (uniquement la municipalité de Bahía de Banderas) ;
  -  Nuevo León ;
  -  Oaxaca ;
  -  Puebla ;
  -  Querétaro ;
  -  San Luis Potosí ;
  -  Tabasco ;
  -  Tamaulipas ;
  -  Tlaxcala ;
  -  Veracruz ;
  -  Yucatán ;
  -  Zacatecas.

### Heure d'été (hémisphère sud)
Les zones suivantes utilisent UTC-5 pendant l'heure d'été (dans l'hémisphère sud) et UTC-6 à l'heure d'hiver :
- Chili :  Île de Pâques.

## Géographie
À l'origine, UTC-5 concerne une zone du globe comprise entre 82,5° W et 67,5° W et l'heure initialement utilisée correspondait à l'heure solaire moyenne du 75e méridien ouest (référence supplantée par UTC en 1972).

## Heure d'été
Parmi les zones à UTC-5 observant l'heure d'été, on trouve les Bahamas, le Canada, Cuba, les États-Unis (sauf l'Indiana, mais le comté d'Ohio l'observe néanmoins) et les Îles Turks-et-Caïcos. Elles se retrouvent alors à UTC-4. Au Canada francophone, l'heure d'été est aussi appelée heure avancée de l'Est (abrégé en HAE).
Réciproquement, les zones à UTC-6 observant une heure d'été passent alors à UTC-5.